# Pevnost Bourtange
Pevnost Bourtange (nizozemsky Vesting Bourtange) je pevnost v obci Bourtange v provincii Groningen na severovýchodě Nizozemska, v těsné blízkosti hranic s Německem (Dolní Sasko). Byla postavena na příkaz Viléma I. Oranžského (známého též jako Vilém Mlčenlivý) a dokončena v roce 1593. Jejím původním účelem byla kontrola jediné cesty mezi Německem a městem Groningen, které v době osmdesátileté války (Nizozemské války za nezávislost) ovládali Španělé.
Poté, co pevnost zažila v roce 1672 svou poslední bitvu, sloužila i nadále obraně hranic s Německem. V roce 1851 byla zrušena a přeměněna na vesnici. V roce 1960 se regionální vláda rozhodla zastavit další chátrání vesnice, postupně zrekonstruovat opevnění do podoby z let 1740–1750, založila zde historicko-vojenské muzeum a pevnost spolu s obcí byla vyhlášena chráněnou památkovou rezervací.

## Historie
Na začátku osmdesátileté války (1568–1648) měli Španělé pod kontrolou město Groningen, a tím kontrolovali také průchod do Německa přes místní bažinatou oblast. Vilém I. Oranžský, vůdce nizozemského povstání za nezávislost, považoval za nutné se spojnice mezi Groningenem a Německem zmocnit. Rozhodl se v Bourtange vybudovat pevnost. Ta byla dokončena v roce 1593, včetně sítě kanálů a jezer, které sloužily jako další fortifikační prvky. Brzy po dokončení pevnost oblehla španělská vojska z posádky v Groningenu, které je odsud vzdáleno necelých 50 kilometrů vzdušnou čarou; španělský útok však skončil neúspěchem.
V roce 1672 čelila pevnost Bourtange dalšímu obléhání invazními jednotkami münsterského biskupa Christopha Bernharda von Galen, německého spojence Francie ve francouzsko-nizozemské válce. Po obsazení 18 měst a městeček v severním Nizozemsku útočníci požadovali, aby se pevnost vzdala. Velitel pevnosti  kapitán Protts to odmítl. Následoval frontální útok německých jednotek. Díky okolním bažinám a časem prověřenému opevnění se podařilo invazní armádu odrazit.
V 19. století ztratila pevnost svůj vojenský význam a nakonec byla v roce 1851 zrušena a přeměněna na vesnici. Později se životní podmínky ve vesnici začaly zhoršovat. V roce 1960 se proto regionální vláda rozhodla zastavit úpadek místa tím, že postupně zrekonstruovala opevnění do podoby z let 1740–1750 (kdy pevnost měla největší rozlohu), celou lokalitu přeměnila na historicko-vojenské muzeum a vyhlásila zde chráněnou památkovou rezervací. Pevnost lze navštívit celoročně, přesná otvírací dle sezóny je na oficiálním webu. 
Informační centrum je u vstupu do pevnosti. Kromě různých domů a objektů pevnosti lze navštívit větrný mlýn, protestantský kostel, muzeum (jeho součástí je také bývala synagoga) a další zajímavá místa. V areálu pevnosti se konají různé sezónní akce, z nichž nejznámější je ukázka bitvy o pevnost (obvykle začátek června), dále např. jarní, podzimní nebo vánoční trh. V pevnosti je také možné se ubytovat.

## Vdokumentárním filmu
V dokumentárním filmu Evropa z výšky: Nizozemsko, který v premiéře vysílala Česká televize 11. 1. 2024 ve 20 hodin na programu ČT2, jsou obsaženy četné letecké záběry pevnosti, na kterých vynikne jak promyšlený pravidelný hvězdicový tvar pevnosti (umožňující nejlepší obranu a vzájemné krytí), tak využití kanálů a jezer jako další významné součásti opevnění.

## Fotogalerie

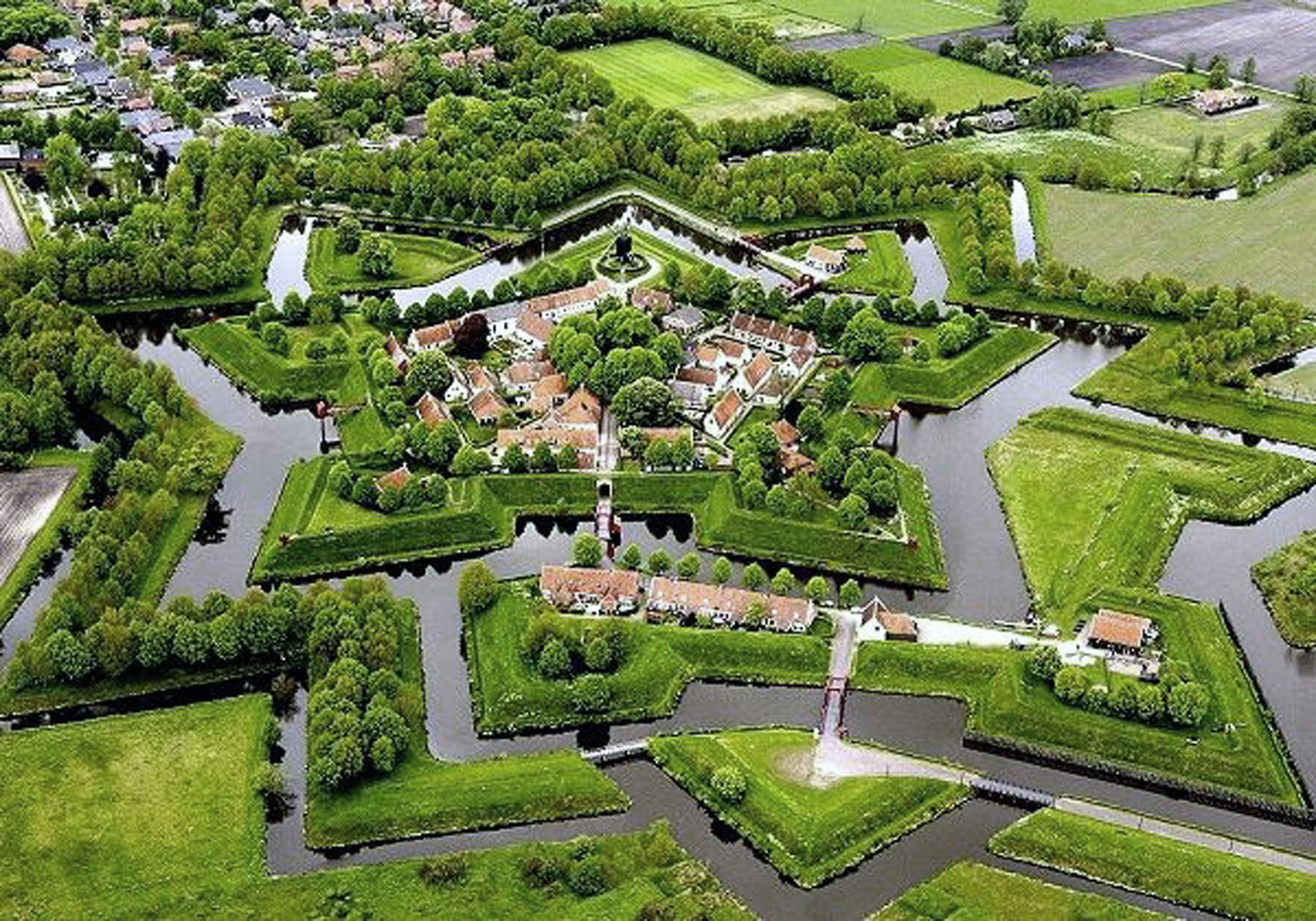
Letecký pohled na areál pevnosti
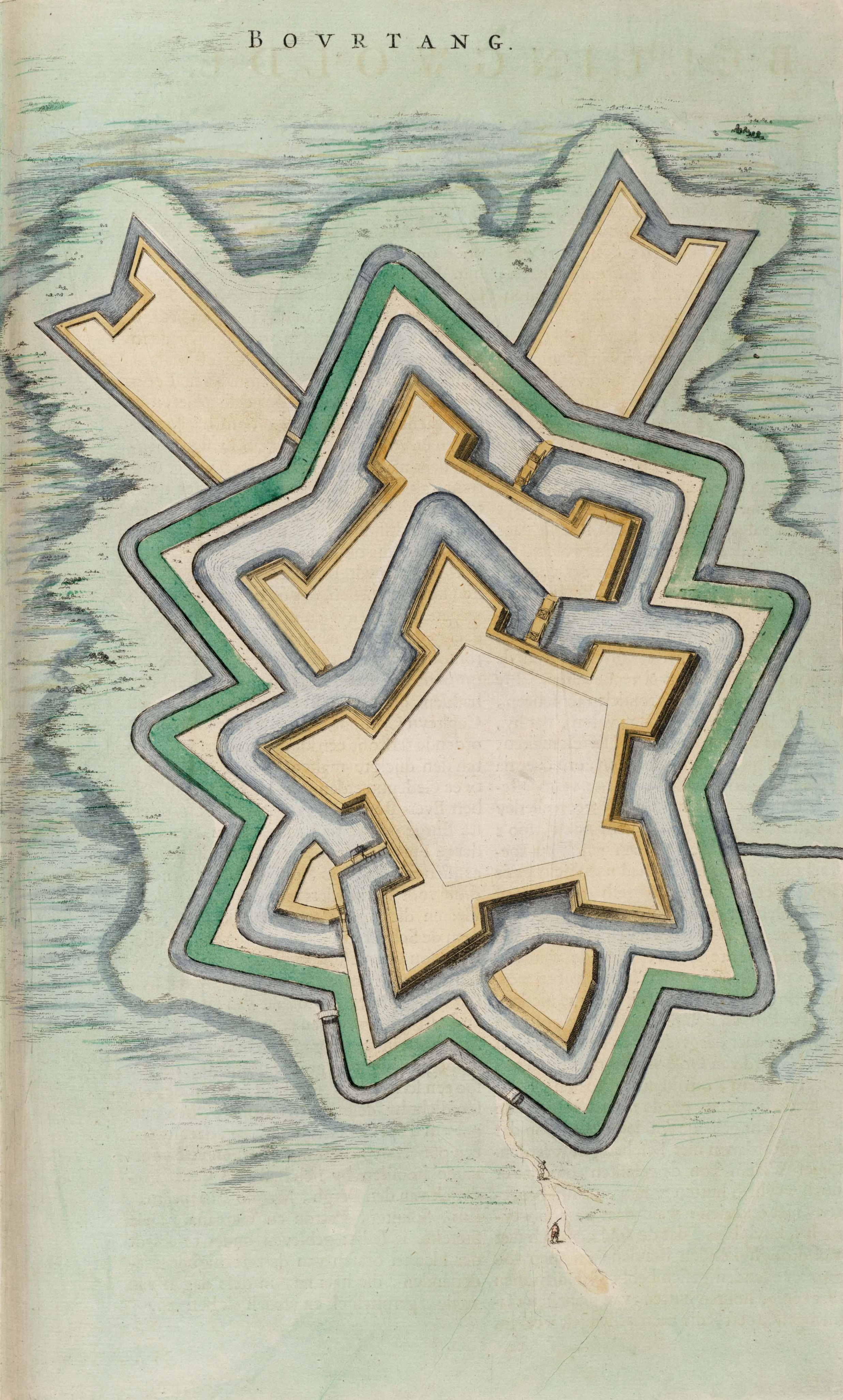
Atlas van Loon 1649
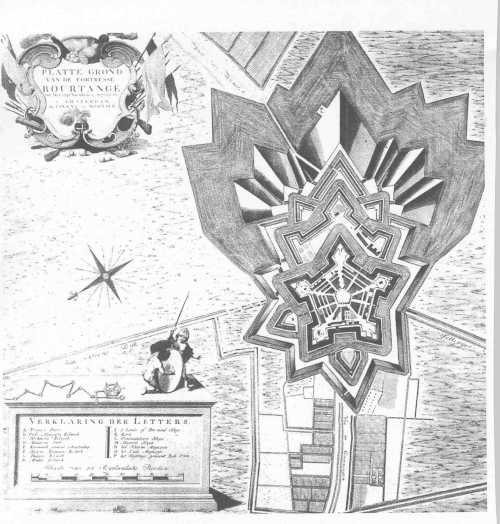
Plán Bourtange (1742)
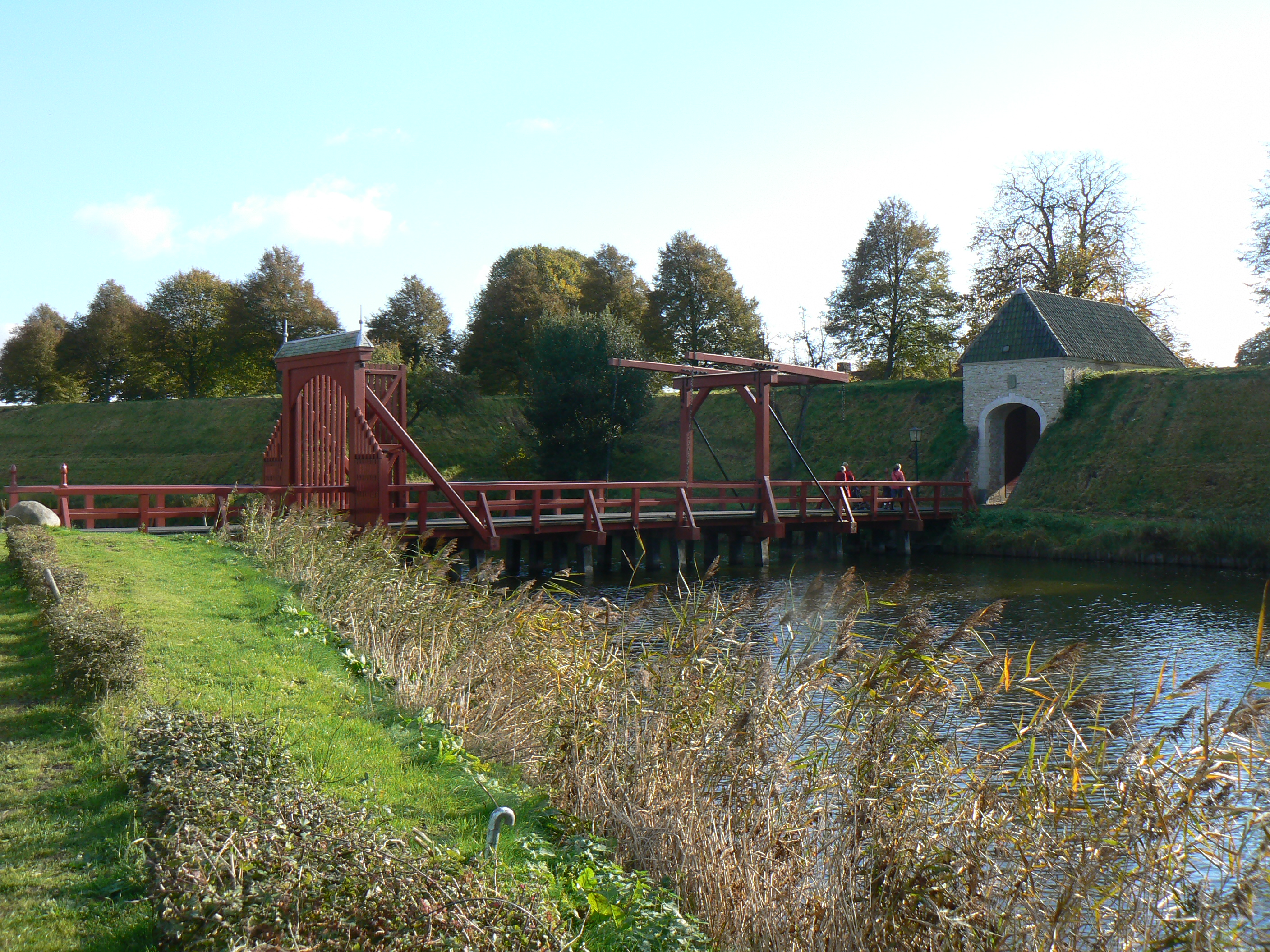
Bourtange: fortifikační prvky
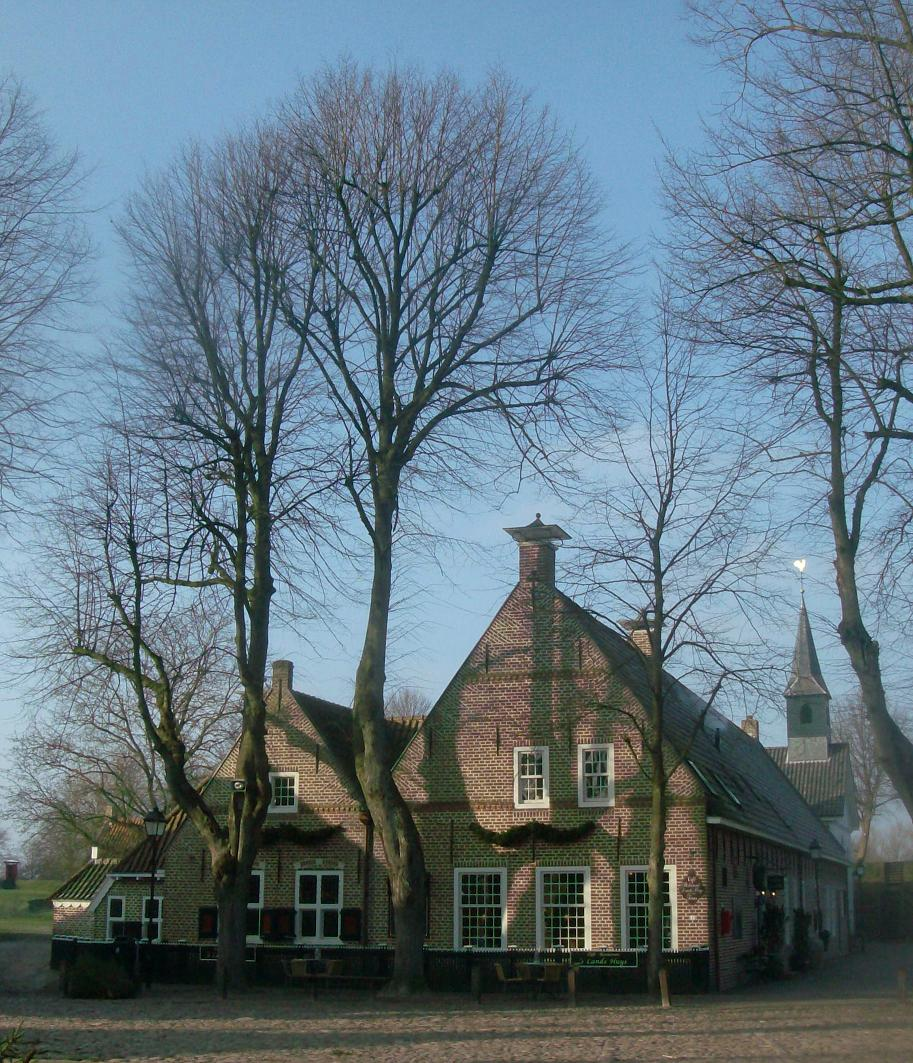
Centrum vesnice Bourtange
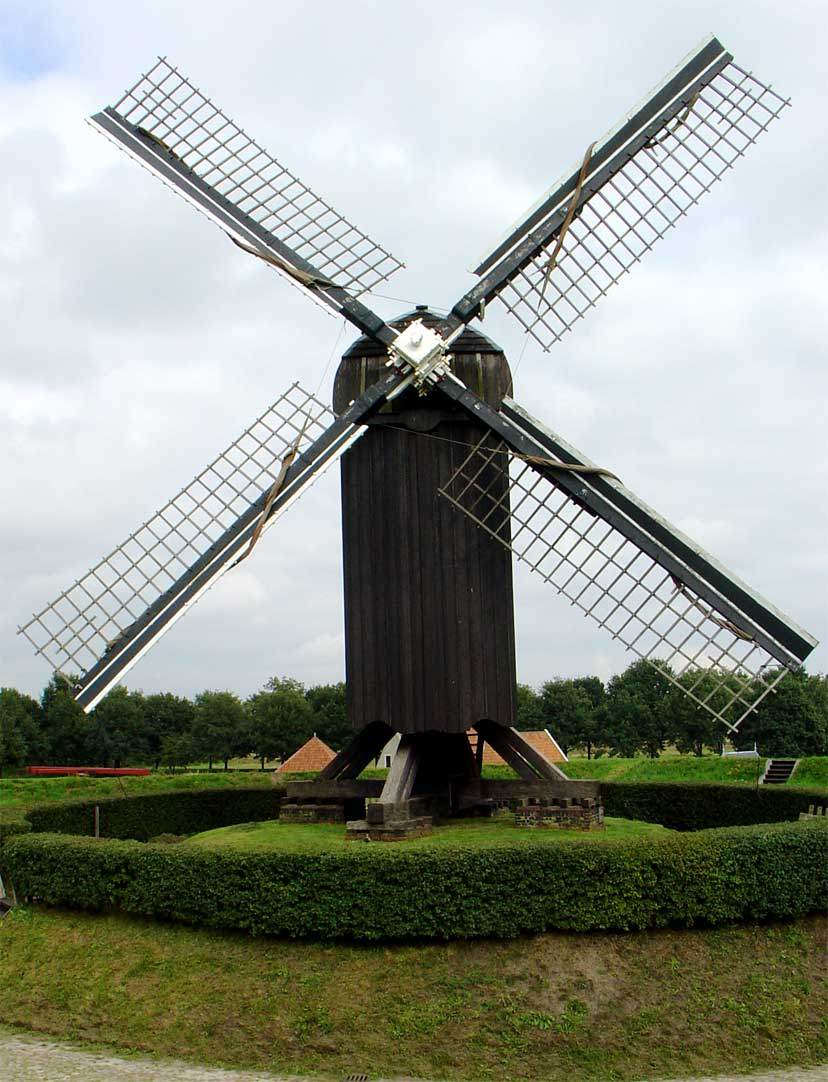
Bourtange: větrný mlýn
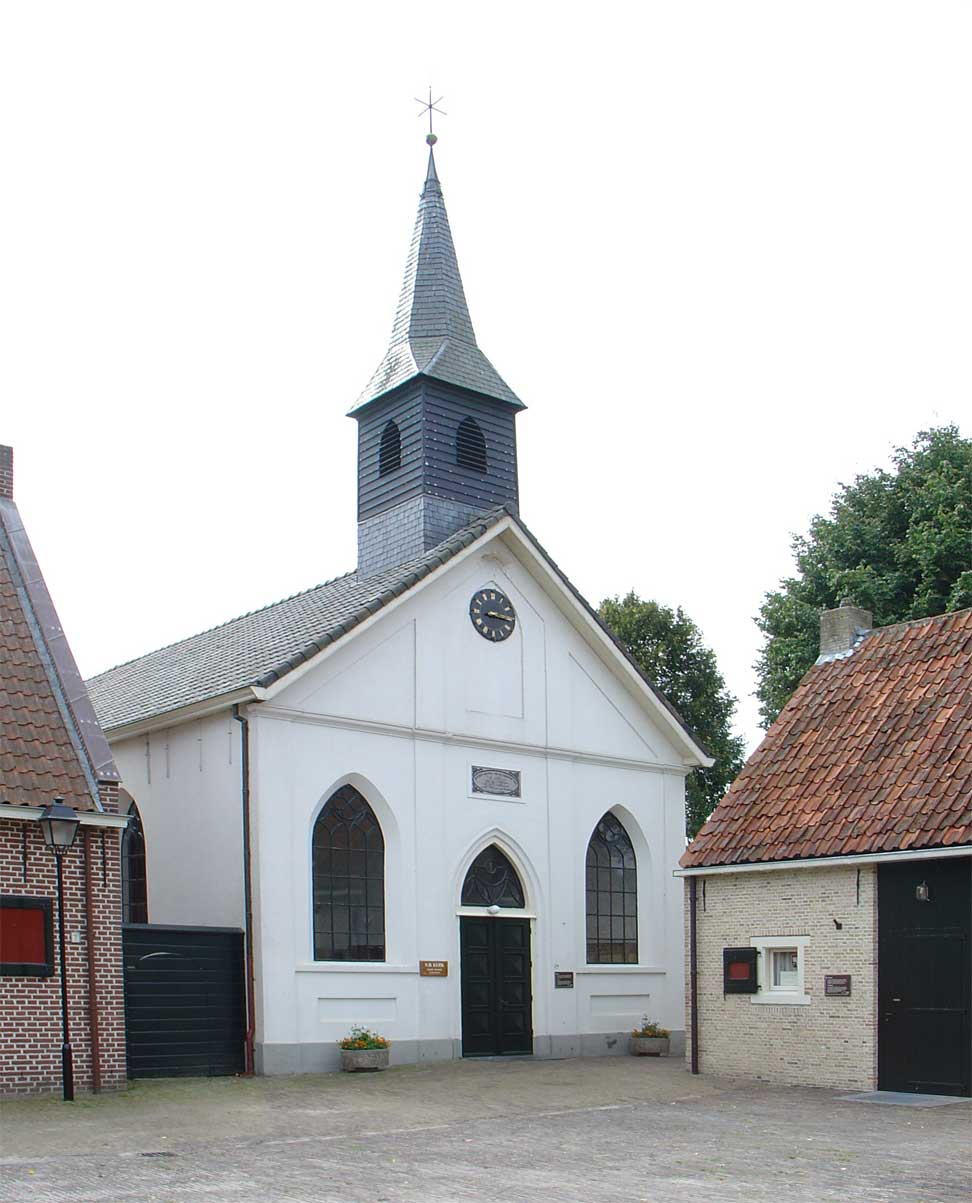
Kostel v Bourtange
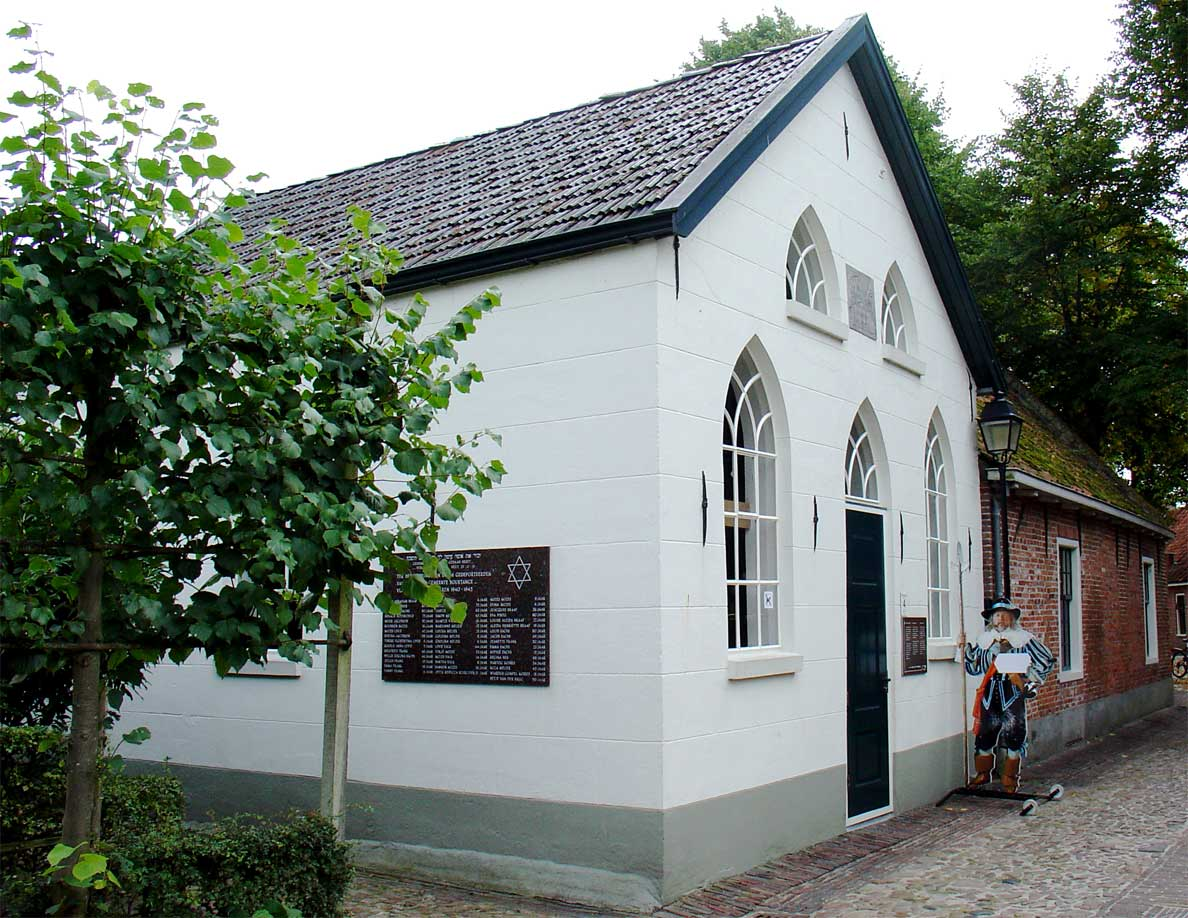
Bývalá synagoga (nyní muzeum)
- Střelba z mušket
- Ládování kanónů a střelba